# Монтерей-Парк (Нью-Мексико)
Монтерей-Парк (англ. Monterey Park) — переписна місцевість (CDP) в США, в окрузі Валенсія штату Нью-Мексико. Населення — 1272 особи (2020).

## Географія
Монтерей-Парк розташований за координатами 34°45′4″ пн. ш. 106°39′11″ зх. д. / 34.75111° пн. ш. 106.65306° зх. д. (34.751149, -106.653065).  За даними Бюро перепису населення США в 2010 році переписна місцевість мала площу 6,78 км², уся площа — суходіл.

## Демографія
Згідно з переписом 2010 року, у переписній місцевості мешкало 1567 осіб у 401 домогосподарстві у складі 333 родин. Густота населення становила 231 особа/км².  Було 436 помешкань (64/км²).
Расовий склад населення:
| - 55,4 % — білих - 1,5 % — корінних американців - 0,6 % — чорних або афроамериканців - 36,5 % — осіб інших рас |

До двох чи більше рас належало 6,0 %. Частка іспаномовних становила 94,3 % від усіх жителів.
За віковим діапазоном населення розподілялося таким чином: 41,2 % — особи молодші 18 років, 54,1 % — особи у віці 18—64 років, 4,7 % — особи у віці 65 років та старші. Медіана віку мешканця становила 23,2 року. На 100 осіб жіночої статі у переписній місцевості припадало 107,0 чоловіків;  на 100 жінок у віці від 18 років та старших — 104,7 чоловіків також старших 18 років.
Середній дохід на одне домашнє господарство  становив 22 153 долари США (медіана — 15 806), а середній дохід на одну сім'ю — 25 099 доларів (медіана — 16 583). За межею бідності перебувало 74,4 % осіб, у тому числі 89,3 % дітей у віці до 18 років та 0,0 % осіб у віці 65 років та старших.
Цивільне працевлаштоване населення становило 325 осіб. Основні галузі зайнятості: мистецтво, розваги та відпочинок — 27,1 %, виробництво — 22,8 %, будівництво — 10,2 %, сільське господарство, лісництво, риболовля — 9,2 %.